# Sikana
Sikana – wieś w Estonii, w prowincji Parnawa, w gminie Vändra.